# Nekrolog 1442
Nekrolog
◄◄
| ◄
| 1438
| 1439
| 1440
| 1441
| 1442 | 1443 | 1444 | 1445 | 1446 | ► | ►►
Weitere Ereignisse | Allgemeiner Nekrolog 1442
Die Beschreibung der verstorbenen Person sollte so kurz wie möglich gehalten sein und nur deren signifikante Tätigkeit(en) enthalten.
Neue Namen ggf. auch unter dem Geburts- und Sterbedatum, also etwa unter 1. Januar und im Geburts- und Sterbejahr (2024) eintragen (nur bei entsprechender großer Wichtigkeit). Für Beispiele siehe die schon vorhandenen Artikel.
Außerdem über die fünf zuletzt Verstorbenen, zu denen es einen ausreichend guten Artikel für eine Präsentation auf der Hauptseite gibt, nach der todesbedingten Überarbeitung der Artikel ggf. auch unter Wikipedia Diskussion:Hauptseite informieren und sie am besten auch in den anderen Wikipedia-Sprachversionen eintragen. Tipp: Regelmäßig bei news.google.de nach „ist tot“, „gestorben“ oder „verstorben“ suchen.
Wenn eine Person gestorben ist, gibt es viele Seiten zu dieser Person in der Wikipedia, die davon auch betroffen sind und entsprechend aktualisiert werden müssen. Beispiele: Namenübersichtsseite, Geburtsjahr, Geburtsort-Seiten und viele mehr.
Wie finde ich die betroffenen Seiten?
Im Suchfeld auf der linken Seite gibt man den Suchbegriff so ein: „Vorname Nachname“. Dann klickt man auf Volltext und alle Seiten mit entsprechendem Suchtext werden aufgerufen. Hier sieht man dann schnell, wo auch das Todesjahr Sinn macht oder sogar ein Teil des Artikels angepasst werden muss. Auch hilft das „Werkzeug“ auf der linken Seite sehr gut, um solche Seiten aufzufinden: „Links auf diese Seite“. Somit ist die Wikipedia wieder aktuell in allen Bereichen! Hinweis: bei Eintragung der Kategorie „Gestorben JAHR“ wird der Missbrauchsfilter 49 ausgelöst, was jedoch nicht schlimm ist. Siehe: Spezial:Missbrauchsfilter/49
Dies ist eine Liste von im Jahr 1442 verstorbenen bekannten Persönlichkeiten. Die Einträge erfolgen innerhalb der einzelnen Daten alphabetisch sortiert. Tiere sind im Nekrolog für Tiere zu finden.

## Februar
| Tag         | Name                 | Beruf, bekannt als                                   | Alter | Beleg |
| ----------- | -------------------- | ---------------------------------------------------- | ----- | ----- |
| 4. Februar  | Bernhard Witte       | deutscher Zisterzienser und Abt des Klosters Doberan |       |       |
| 23. Februar | Johannes von Gmunden | österreichischer Humanist, Mathematiker und Astronom |       |       |
| 27. Februar | Simon Kastner        | Abt im Kloster Ebersberg                             |       |       |
| Februar     | Al-Maqrīzī           | arabischer Historiker und Schriftsteller             |       |       |

## April
| Tag       | Name                 | Beruf, bekannt als                                               | Alter | Beleg |
| --------- | -------------------- | ---------------------------------------------------------------- | ----- | ----- |
| 8. April  | Johann Crispin       | Lübecker Ratsherr                                                |       |       |
| 22. April | Roland von Uutkercke | Herr von Hemstede, Hogenbrouck, Heestert und Hemsrode            |       |       |
| 29. April | Christer Nilsson     | Reichsrat, Ritter, Statthalter in Viborg, Drost, Reichshauptmann |       |       |

## Mai
| Tag    | Name         | Beruf, bekannt als         | Alter | Beleg |
| ------ | ------------ | -------------------------- | ----- | ----- |
| 3. Mai | Engelbert I. | Graf von Nassau-Dillenburg |       |       |

## Juli
| Tag      | Name             | Beruf, bekannt als    | Alter | Beleg |
| -------- | ---------------- | --------------------- | ----- | ----- |
| 29. Juli | Colart de Brimeu | burgundischer Militär |       |       |

## August
| Tag        | Name                       | Beruf, bekannt als                       | Alter | Beleg |
| ---------- | -------------------------- | ---------------------------------------- | ----- | ----- |
| 28. August | Lê Thái Tông               | vietnamesischer Kaiser                   | 18    |       |
| 29. August | Johann VI.                 | Herzog von Bretagne (1399–1442)          | 52    |       |
| August     | Hugo-Lancelot von Lusignan | Kardinal der römisch-katholischen Kirche |       |       |

## September
| Tag           | Name             | Beruf, bekannt als                | Alter | Beleg |
| ------------- | ---------------- | --------------------------------- | ----- | ----- |
| 30. September | Georg Muestinger | Augustiner, Diplomat und Astronom |       |       |

## Oktober
| Tag         | Name                | Beruf, bekannt als                                                   | Alter | Beleg |
| ----------- | ------------------- | -------------------------------------------------------------------- | ----- | ----- |
| 13. Oktober | Dietrich Zukow      | deutscher Jurist, Hochschullehrer und Syndicus der Hansestadt Lübeck |       |       |
| 18. Oktober | Johann von Portugal | Herzog von Aveiro                                                    | 42    |       |

## November
| Tag          | Name                  | Beruf, bekannt als                                                      | Alter | Beleg |
| ------------ | --------------------- | ----------------------------------------------------------------------- | ----- | ----- |
| 11. November | Reinold von Urslingen | deutscher Adliger                                                       |       |       |
| 13. November | Elisabeth von Bayern  | Prinzessin von Bayern-Landshut, durch Heirat Kurfürstin von Brandenburg |       |       |
| 14. November | Jolanthe von Aragón   | Herzogin von Anjou, Ratgeberin König Karls VII. von Frankreich          |       |       |

## Dezember
| Tag          | Name                                | Beruf, bekannt als | Alter | Beleg |
| ------------ | ----------------------------------- | --- | ----- | ----- |
| 18. Dezember | Pierre Cauchon                      | führte den Vorsitz des geistlichen Gerichtshofs im Inquisitionsprozess gegen die französische Nationalheldin Jeanne d'Arc |       |       |
| 19. Dezember | Elisabeth von Luxemburg             | Tochter des Kaisers Sigismund und seiner Frau Barbara von Cilli                                                           | 33    |       |
| 28. Dezember | Katharina von Braunschweig-Lüneburg | Kurfürstin von Sachsen |       |       |

## Datum unbekannt
| Tag | Name                  | Beruf, bekannt als                                                         | Alter | Beleg |
| --- | --------------------- | -------------------------------------------------------------------------- | ----- | ----- |
|     | Rinaldo degli Albizzi | Mitglied der Patrizierfamilie Albizzi                                      |       |       |
|     | Martin Bertolf        | deutscher Schöffe und Bürgermeister der Freien Reichsstadt Aachen          |       |       |
|     | Nguyễn Trãi           | vietnamesischer konfuzianischer Gelehrter, Politiker, Stratege und Dichter |       |       |